# Indonésie aux Jeux olympiques
L'Indonésie aux Jeux olympiques compte 25 médailles accumulées depuis 1952 en ne participant cependant qu'aux Jeux olympiques d'été.

## Médailles
| Sport         | Médaille d'or, Jeux olympiques | Médaille d'argent, Jeux olympiques | Médaille de bronze, Jeux olympiques | Total |
| Badminton     | 7                              | 6                                  | 6                                   | 19    |
| Haltérophilie | 0                              | 6                                  | 6                                   | 12    |
| Tir à l'arc   | 0                              | 0                                  | 1                                   | 1     |
| Total         | 7                              | 13                                 | 12                                  | 32    |